# Налоговый агент
Налоговый агент — лицо в российском налоговом законодательстве, на которое возложены обязанности по исчислению, удержанию у налогоплательщика и перечислению налогов в бюджет.

## Отличия от налогоплательщика
В отличие от налогоплательщика, на налогового агента формально не возложена обязанность по уплате налога с его собственных доходов и за счёт его собственных средств. Налоговый агент лишь обязан исчислить (рассчитать) сумму налога, подлежащего уплате при осуществлении определённой операции, удержать её (то есть не выплачивать) при выплате денежных средств, причитающихся какому-либо лицу, а также перечислить указанную сумму в бюджет.

## Права и обязанности
Налоговые агенты имеют те же права, что и налогоплательщики, если иное не предусмотрено налоговым законодательством.
Налоговые агенты исполняют свои обязанности по исчислению, удержанию и перечислению налога вне зависимости от того, являются ли они сами налогоплательщиками уплачиваемого налога. Кроме того, налоговые агенты обязаны:
- правильно и своевременно исчислять, удерживать, перечислять в бюджеты соответствующие налоги;
- письменно сообщать в налоговый орган о невозможности удержать налог;
- вести учёт начисленных и выплаченных доходов, начисленных, удержанных и перечисленных в бюджет налогов отдельно по каждому налогоплательщику;
- представлять в налоговый орган документы, необходимые для осуществления контроля за исчислением, удержанием и перечислением налогов;
- в течение четырёх лет сохранять необходимые документы.

## Практика
На практике налоговыми агентами, как правило, являются лица, выплачивающие денежные средства налогоплательщикам либо иным лицам, которые не состоят на учёте в качестве налогоплательщиков, однако осуществляют операции, подлежащие налогообложению каким-либо налогом. Так, в частности, налоговым агентом является работодатель по отношению к заработной плате, выплачиваемой работникам. В России налоговыми агентами исчисляются и уплачиваются налог на добавленную стоимость (НДС), налог на доходы физических лиц (НДФЛ), налог на прибыль организаций.

### НДС
Основными случаями, когда налог на добавленную стоимость уплачивается налоговыми агентами, являются следующие:
- при реализации товаров (работ, услуг) на территории России налогоплательщиками-иностранными лицами, не состоящими на учёте в налоговых органах в качестве налогоплательщиков. В этом случае налоговыми агентами признаются организации и предприниматели, состоящие на учёте в налоговых органах и приобретающие указанные товары (работы, услуги);
- при предоставлении на территории России органами власти и местного самоуправления в аренду государственного и муниципального имущества. В этом случае налоговыми агентами признаются арендаторы указанного имущества.

### НДФЛ
Исчисляется и уплачивается организациями и предпринимателями, от которых получило доходы физическое лицо. Удерживается непосредственно из доходов налогоплательщика при их выплате. Удерживаемая сумма налога не может превышать 50 процентов суммы выплаты. Наиболее распространённым случаем уплаты НДФЛ налоговыми агентами является удержание указанного налога работодателем из заработной платы работника с последующим перечислением налога в бюджет.

### Налог на прибыль организаций
Основными случаями, когда этот налог уплачивается налоговыми агентами, являются следующие:
- при выплате организациями дивидендов (доходов от участия в этой организации) иным организациям;
- при получении доходов на территории России налогоплательщиками-иностранными лицами, не состоящими на учёте в налоговых органах в качестве налогоплательщиков. В этом случае налоговыми агентами признаются организации, состоящие на учёте в налоговых органах и выплачивающие указанные доходы.